# Третья транспортная дамба (Казань)
Третья транспортная дамба (также Компрессорный мост) — гидротехническое инженерно-транспортное сооружение в черте города Казани, соединяющее правый и левый берега реки Казанки по проспекту Ямашева. В состав транспортной дамбы, входит собственно сама дамба, по которой проложена асфальтовая дорога и трамвайные пути, а также два параллельных моста через русло Казанки.
Третья транспортная дамба — одна из важнейших транспортных артерий города, часть Большого Казанского кольца связывающая Ново-Савиновский и Советский районы Казани. Главный высокий мост трёхпролётный, из сборных железобетонных конструкций. Низкий — пятипролётный, тоже из сборных бетонных конструкций.

## История
В 70-х годах XX века 2 существующих на тот момент моста через Казанку уже не справлялись с потребностями горожан, поэтому был сооружён новый мост в районе Компрессорного завода в сторону строящегося района «Новое Савиново».
С открытием третьей транспортной дамбы в 1976 году и до 1990-х годов, когда была построена объездная дорога, дамба выполняла роль транзитной, позволяя двигаться транспорту по трассе М7 через Казань не заезжая в центр города.
В 1994 году было выявлено проседание конструкций моста, поэтому по нему было остановлено трамвайное движение, однако мост продолжал разрушаться и было принято решение возвести временный дублирующий мост к северу от основного. К 1999 году восстановительные работы были завершены, однако старый мост не был демонтирован и был законсервирован.
В 2010 году мост снова подвергли реконструкции, на этот раз заменили лишь асфальтовое покрытие и деформационные швы, на время ремонта движение перепускалось на запасной низкий мост, который в дальнейшем планируется использовать под нужды метрополитена.

## Расположение
Дамба соединяет Ново-Савиновский и Советский районы города Казани, связывая спальный район «Новое Савиново» с Сибирским трактом и выездом к трассе М7, а также станцией электропоездов Разъезд Компрессорный.

## Транспорт
Дамба является частью перспективного Большого Казанского кольца. По ней проложено большое количество автобусных маршрутов, проходят троллейбусные маршруты № 2 и № 13 и проложена трамвайная линия маршрутов № 5, № 5а и № 6.

## Интересные факты
При строительстве дамбы трамвайные пути были вмонтированы в железобетон, что впоследствии помешало их замене.